# 貳號資訊設計工作室
兔子創意股份有限公司，簡稱Studio2，成立於2005年，總部設於臺南市,是一家台灣動畫工作室。

## 概要
studio2 ANIMATION LAB成立於2005年，以動畫影片的原創、研究與開發為主要形式。
studio2保持著開放性思維接納任何動畫創作型式的可能性，其兼具商業市場與實驗藝術高度的動畫視覺與精良的製作，吸引了許多兩岸與國際媒體的關注，至今發表的商業作品中『小太陽』、『小貓巴克里』、『觀測站少年』也被許多專家學者認為成功建立了新華語動畫風格，也因此屢獲許多國內外動畫獎項肯定。

## 所屬作家
導演邱立偉

## 動畫作品
- 小太陽 (卡通)
- 小貓巴克里
- 觀測站少年
- 藥藥欲試 進擊阿茲海默
- 未來宅急便

## 動畫電影
- 小貓巴克里電影版
- 阿卡的冒險：光子秘密

## 獎項
作品多次於國內外影展獲獎與展出，包括獲得2011中國大陸動畫“美猴獎”、2011年上海白玉蘭獎提名作品、2010與2011台灣金鐘獎最佳動畫片、2009經濟部數位內容產品之年度最佳動畫片、2010韓國首爾動畫影展最佳電視動畫影集、2009四川電視節最佳電視系列片、
2009亞洲青年動畫影展最佳電視動畫系列、2009台灣國際兒童影展台灣最佳動畫節目、第25屆及第30屆金穗獎最佳動畫片、台北電影節城市影展首獎、波蘭影展競賽片入圍、韓國首爾國際動畫影展總決選、經濟部工業局數位內容產品獎頒發年度最佳動畫片等。

## 外部連結
- 貳號資訊設計工作室 （页面存档备份，存于）
- 小貓巴克里 （页面存档备份，存于）